# Coupe de Serbie de football 2009-2010
Navigation
Coupe de Serbie 2008-2009 Coupe de Serbie 2010-2011
La Coupe de Serbie 2009-2010 est la 4e édition de la coupe nationale serbe. Elle prend place entre le 2 septembre 2009 et le 5 mai 2010, date de la finale disputée au stade du Partizan de Belgrade.
La compétition est remportée par le Étoile rouge de Belgrade, qui gagne son deuxième titre aux dépens du Vojvodina Novi Sad.

## Format
Un total de 35 équipes prennent part à la compétition. Cela inclut les douze clubs de la première division serbe lors de la saison 2008-2009, ainsi que les dix-huit équipes du deuxième échelon. Les cinq derniers clubs participants sont les différents vainqueurs des coupes régionales de la saison 2008-2009, c'est-à-dire le Srem Jakovo (Belgrade), le Radnički Svilajnac (Est), le Partizan Kosovska Mitrovica (Kosovo-Métochie), le Lokomotiva Lapovo (Ouest) et le Proleter Novi Sad (Voïvodine).
L'intégralité des confrontations se jouent en un seul match à élimination directe. À l'exception de la finale, aucune prolongation n'est disputée en cas d'égalité à l'issue du temps réglementaire, la rencontre étant alors directement décidée par une séance de tirs au but.
Le vainqueur de la coupe se qualifie pour le troisième tour de qualification de la Ligue Europa 2010-2011. Si celui-ci est déjà qualifié pour une compétition européenne par un autre biais, cette place est réattribuée au finaliste. S'il est lui-même déjà qualifié, elle est alors reversée au championnat de première division.

## Tour préliminaire
Un tour préliminaire est disputé afin de réduire le nombre de participants à 32 dans la perspective des seizièmes de finale. Cette phase marque le début de la compétition et concerne le dernier de la deuxième division 2008-2009 ainsi que les cinq vainqueurs des coupes régionales pour un total de six équipes et trois confrontations.
| Date             | Locaux                           | Score             | Visiteurs              |
| ---------------- | -------------------------------- | ----------------- | ---------------------- |
| 2 septembre 2009 | Srem Jakovo (D3)                 | 1 - 1 (1 - 4 tab) | (D2) Proleter Novi Sad |
| 2 septembre 2009 | Radnički Svilajnac (D3)          | 1 - 0             | (D3) Hajduk Belgrade   |
| 2 septembre 2009 | Partizan Kosovska Mitrovica (D4) | 3 - 1             | (D5) Lokomotiva Lapovo |

## Seizièmes de finale
| Date              | Locaux                           | Score             | Visiteurs                     |
| ----------------- | -------------------------------- | ----------------- | ----------------------------- |
| 22 septembre 2009 | OFK Belgrade (D1)                | 1 - 1 (5 - 4 tab) | (D2) FK Novi Sad              |
| 23 septembre 2009 | FK Čukarički (D1)                | 1 - 1 (3 - 5 tab) | (D1) Metalac Gornji Milanovac |
| 23 septembre 2009 | Partizan Belgrade (D1)           | 3 - 0             | (D2) FK Inđija                |
| 23 septembre 2009 | Vojvodina Novi Sad (D1)          | 4 - 0             | (D2) Dinamo Vranje            |
| 23 septembre 2009 | Étoile rouge de Belgrade (D1)    | 6 - 1             | (D2) Mladost Apatin           |
| 23 septembre 2009 | BSK Borča (D1)                   | 1 - 1 (4 - 5 tab) | (D2) FK Sevojno               |
| 23 septembre 2009 | Hajduk Kula (D1)                 | 1 - 1 (5 - 3 tab) | (D2) ČSK Čelarevo             |
| 23 septembre 2009 | Rad Belgrade (D1)                | 2 - 3             | (D2) Mladost Lučani           |
| 23 septembre 2009 | FK Smederevo (D1)                | 4 - 0             | (D2) FK Kolubara              |
| 23 septembre 2009 | Spartak Zlatibor Voda (D1)       | 3 - 0             | (D2) Bežanija Novi Belgrade   |
| 23 septembre 2009 | Proleter Novi Sad (D2)           | 3 - 1             | (D1) Javor Ivanjica           |
| 23 septembre 2009 | Srem Sremska Mitrovica (D2)      | 1 - 1 (1 - 4 tab) | (D1) Borac Čačak              |
| 23 septembre 2009 | Novi Pazar (D1)                  | 2 - 1             | (D1) Mladi Radnik             |
| 23 septembre 2009 | Voždovac Belgrade (D3)           | 0 - 1             | (D1) FK Jagodina              |
| 23 septembre 2009 | Partizan Kosovska Mitrovica (D4) | 0 - 0 (5 - 4 tab) | (D1) Napredak Kruševac        |
| 23 septembre 2009 | Radnički Svilajnac (D3)          | 1 - 3             | (D2) Banat Zrenjanin          |

## Huitièmes de finale
| Date            | Locaux                        | Score | Visiteurs                        |
| --------------- | ----------------------------- | ----- | -------------------------------- |
| 28 octobre 2009 | FK Smederevo (D1)             | 3 - 0 | (D1) Hajduk Kula                 |
| 28 octobre 2009 | Metalac Gornji Milanovac (D1) | 0 - 1 | (D1) Borac Čačak                 |
| 28 octobre 2009 | FK Jagodina (D1)              | 1 - 0 | (D2) FK Sevojno                  |
| 28 octobre 2009 | Novi Pazar (D2)               | 0 - 1 | (D1) Étoile rouge de Belgrade    |
| 28 octobre 2009 | Proleter Novi Sad (D2)        | 1 - 2 | (D1) Partizan Belgrade           |
| 28 octobre 2009 | Mladost Lučani (D2)           | 1 - 2 | (D1) Vojvodina Novi Sad          |
| 28 octobre 2009 | Banat Zrenjanin (D2)          | 0 - 2 | (D1) Spartak Zlatibor Voda       |
| 28 octobre 2009 | OFK Belgrade (D1)             | 3 - 1 | (D4) Partizan Kosovska Mitrovica |

## Quarts de finale
| Date             | Locaux                        | Score | Visiteurs                  |
| ---------------- | ----------------------------- | ----- | -------------------------- |
| 25 novembre 2009 | FK Jagodina (D1)              | 1 - 2 | (D1) Partizan Belgrade     |
| 25 novembre 2009 | Étoile rouge de Belgrade (D1) | 3 - 2 | (D1) Spartak Zlatibor Voda |
| 25 novembre 2009 | Vojvodina Novi Sad (D1)       | 1 - 0 | (D1) FK Smederevo          |
| 25 novembre 2009 | Borac Čačak (D1)              | 0 - 2 | (D1) OFK Belgrade          |

## Demi-finales
| Date          | Locaux                        | Score | Visiteurs               |
| ------------- | ----------------------------- | ----- | ----------------------- |
| 14 avril 2010 | Étoile rouge de Belgrade (D1) | 1 - 0 | (D1) OFK Belgrade       |
| 15 avril 2010 | Partizan Belgrade (D1)        | 1 - 3 | (D1) Vojvodina Novi Sad |

## Finale
| Entraîneur :   |
| Ratko Dostanić |

| Entraîneur :       |
| Milan Đuričić (en) |

| Entraîneur :   |
| Ratko Dostanić |

| Entraîneur :       |
| Milan Đuričić (en) |